# Primitive Race
Primitive Race ist eine 2013 gegründete Alternative-Rock- und -Metal-Band. Die Band begann als kollektives Studioprojekt mit internationaler Beteiligung und dem Charakter einer Supergroup des Industrial Rock um den Bandleader Chris Kniker. Neben einer beständigen Kernbesetzung variierten in der fortlaufenden Entwicklung des Projektes die Kooperationspartner und Gäste ebenso wie der von der Band gespielte Stil. So gilt die erste EP der Gruppe als Industrial Metal, das Debütalbum als eklektische Zusammenstellung unterschiedlicher Stile des Alternative-Spektrums und das zweite Album als Grunge/Post-Grunge.

## Geschichte

### Long in the Tooth und Primitive Race
Der Promoter, Manager und Produzent Chris Kniker gründete Primitive Race. Von Beginn an wurde das Projekt als Supergroup und All-Star-Projekt angekündigt. Als konstante Mitglieder neben Kniker wurden Graham Crabb von Pop Will Eat Itself, Erie Loch von LUXT und Mark Thwaite der bereits für Peter Murphy, Tricky und Gary Numan spielte, benannt. Kniker gab mit der Entscheidung, die Band zu gründen, bereits die Arbeit an dem Projekt bekannt. Seine Idee eines Echtzeit-Einblicks in den gesamten Prozess der Entstehung eines derartigen Projekts bis hin zur Veröffentlichung des Debütalbums warf jedoch Probleme der Promotion und Interaktion mit dem Publikum auf. Kniker äußerte sich später, dass die Öffentlichkeit die Geduld, einen solchen Prozess zu begleiten, nicht aufweise. Insbesondere die diversen in anderen Projekten verpflichteten Musiker verzögerten den Schreib- und Aufnahmeprozess. Kniker verwies insbesondere auf Victor, der mit Danzig und Prong tourte, sowie auf Mark Thwaite, der mit Peter Murphy und Gary Numan Tourneen bestritt.

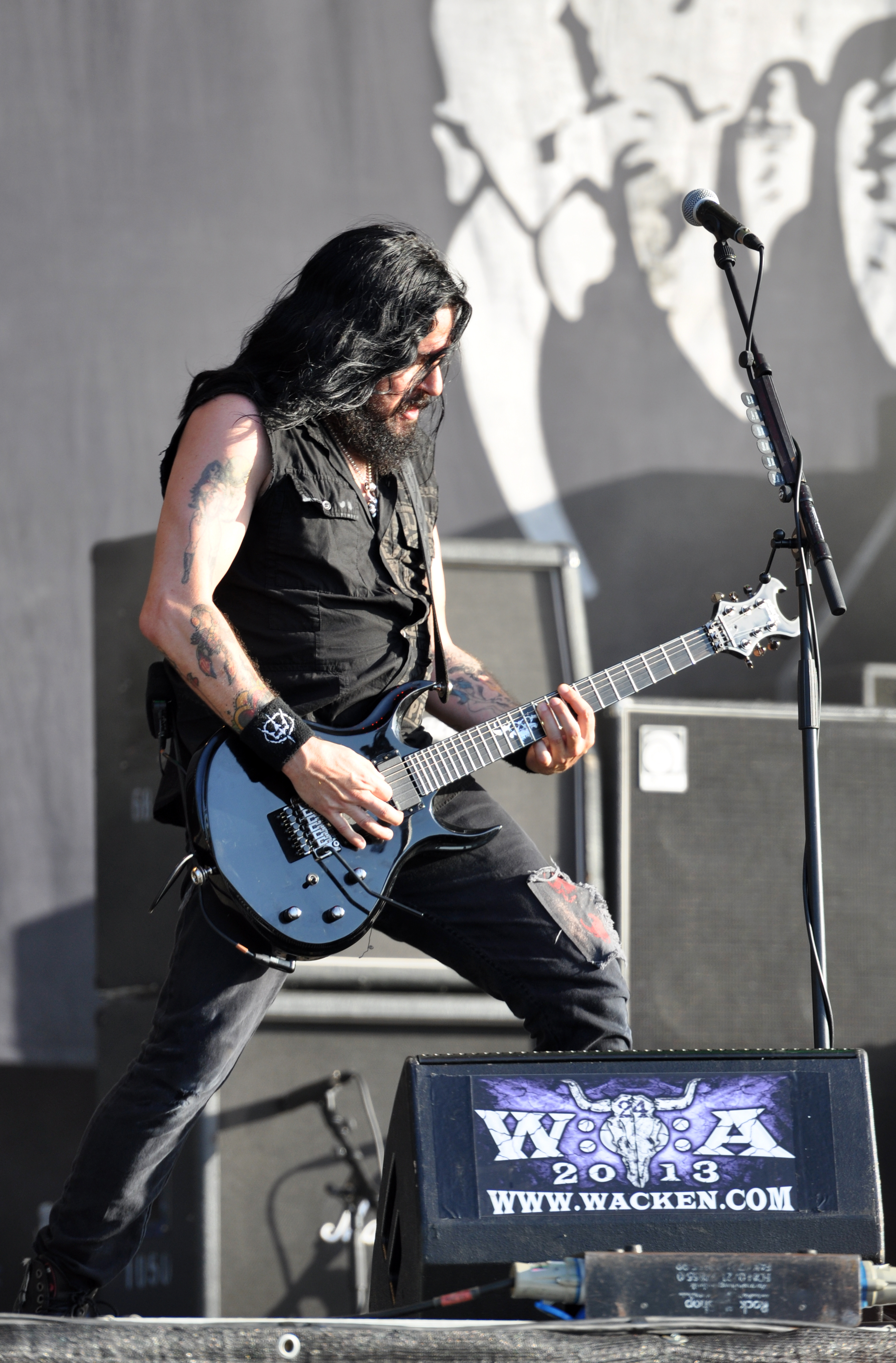
Die unterschiedlichen Verpflichtungen der diversen beteiligten Musiker, wie dem mit Prong und Danzig tourendem Tommy Victor, hier mit Danzig beim Wacken Open Air im Jahr der Gründung von Primitive Race 2013, hemmten den Schreibprozess.

Die Mitglieder und Gäste sandten sich Material überwiegend online zu und arbeiteten an mehreren Stücken zeitgleich. Als erster Titel von Primitive Race wurde Long in the Tooth in dieser Arbeitsweise fertiggestellt. Kniker spielte den Bass ein und sandte diesen an Loch, der das Gitarrenspiel ergänzte. Dann schickten beide das Ergebnis an Watts, der das Stück mit Synthesizern und Gesang komplettierte. Aus der Kooperation mit Watts ergab sich allerdings, dass das Stück dessen typischen Klang annahm und deutlich nach dessen Hauptprojekt PIG klang. Kniker entschied daher und aufgrund der langjährigen Inaktivität von PIG, dass die Hörerschaft des Projektes eine eigenständige PIG-Veröffentlichung verdiene. So debütierte Primitive Race mit der als Versus bezeichneten Kollaborations-EP Long in the Tooth, die zugleich die Rückkehr von Raymond Watts als PIG darstellte, am 5. Juni 2015. Die EP beinhaltete neben dem Titelstück die Lieder Come For Deutschland und Long Live Death sowie fünf Remix-Versionen von Long in the Tooth und zwei von Come For Deutschland. In einer Rezension des Webzine Regen Mag wurde Knikers Eindruck von den Aufnahmen bestätigt und angemerkt, dass kaum zu erkennen sei wie Primitive Race klängen, da die EP zwar gut sei, aber umfassend nach einer PIG-EP klänge.
Das in der gleichen Zeit entstandene Debütalbum der Band erschien am 7. August des gleichen Jahres via Metropolis Records. Als Gastmusiker brachten sich Victor von Prong, Ministry und Danzig, dem vormaligen Skinny-Puppy-Mitglied Dave Ogilvie, der Keyboarderin und Live-Schlagzeugerin von Nitzer Ebb und Combichrist Kourtney Klein, der Sänger Andi Sex Gang von Sex Gang Children, Mark Brooks und Diggie Diamond von Foreskin 500, und der ehemalige Revolting-Cocks-Livesänger Josh Bradford ein. Lorraine Lysen vom Webzine Ghost Cult Mag beurteilte das Album als inkonsequent. Die Vielfalt der gespielten Stile sei spannend, doch mangele es dem Album an Zusammenhalt. So schwankt das Ergebnis von absolut großartig zu eher unangenehm. Michael Davis von Head Full of Noise hingegen sah in dem Album ein kluges und vielfältiges Gesamtwerk, dass „eine Anschaffung wert“ sei. Am 25. September des Jahres folgte mit Follow The Leader eine Remix-EP als Musikdownload via Bandcamp.

### Soul Pretender

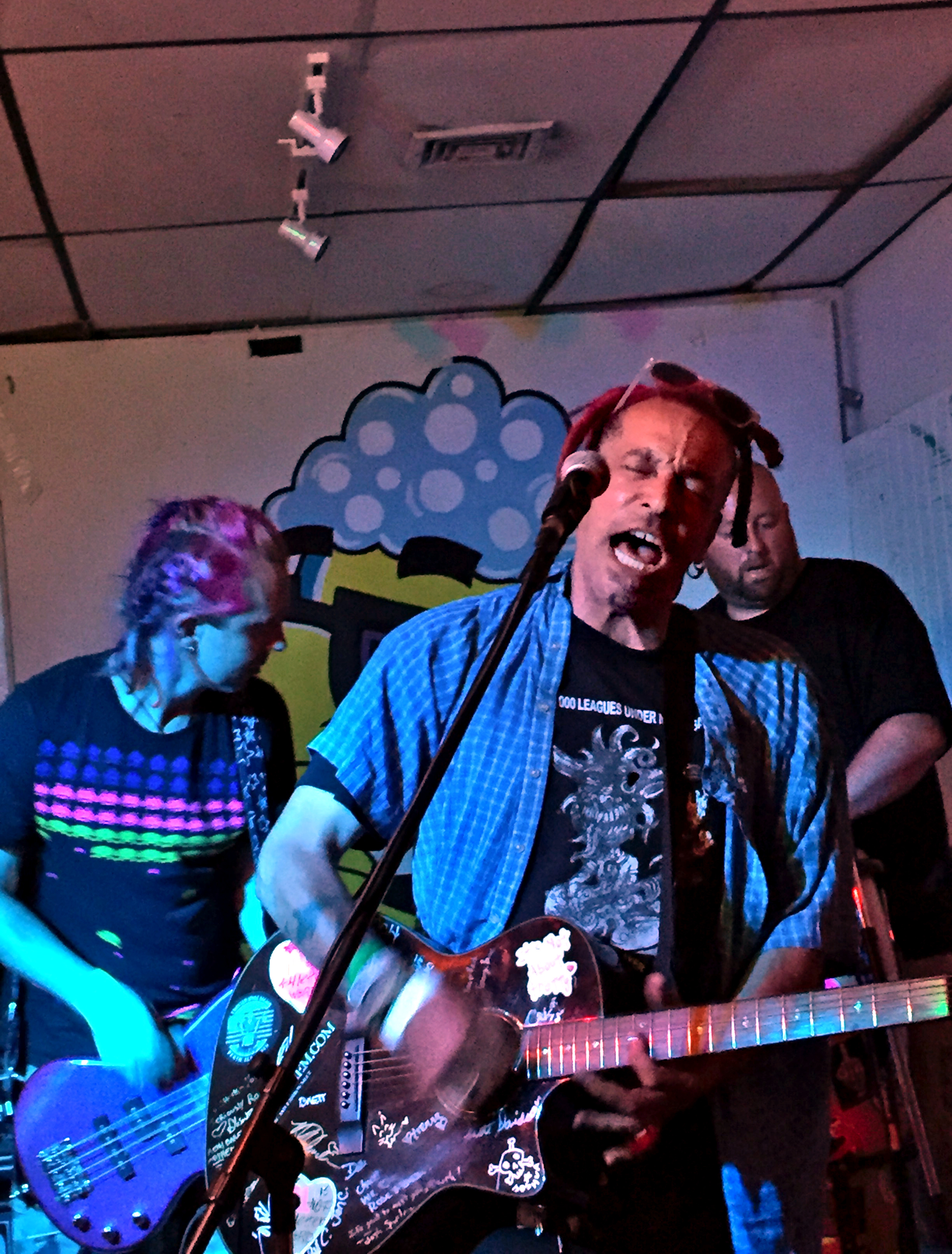
Chuck Mosley, hier während eines Auftritts mit seiner Band VUA in New York im Juli 2017, sang alle Titel des zweiten Albums ein. Es wurde seine letzte Veröffentlichung

In der Vorbereitung des zweiten Albums traf Kniker Richtungsentscheidungen für Primitive Race. Das Folgealbum sollte in Abgrenzung zum elektronisch dominierten Debüt einen „punkrockigen, rohen, lebendigen Charakter“ erhalten. Insbesondere hatte er verstärktes Interesse an einem organischeren Schlagzeugklang und einer Abkehr von dem zuvor überwiegend genutzten Drumcomputer. Und entgegen dem Kollektiv, das am Debüt beteiligt war, strebte er nach einer Erfahrung als Band. Wie Lysen vom Webzine Ghost Cult Mag bemängelt hatte, wandte er ein, dass das Debüt mehr wie eine uneinheitliche Ansammlung von Titeln als ein zusammenhängendes Album wirkte. Soul Pretender, so der Titel des zweiten Albums, hingegen sollte als „ein zusammenhängendes Gesamtwerk“ funktionieren. Entsprechend verzichtete Primitive Race in der Arbeit am zweiten Album auf die Fülle an Gastmusikern und zog den ehemaligen Faith-No-More-, Bad-Brains- und Cement-Sänger Chuck Mosley und den The-Melvins- und Shrinebuilder-Schlagzeuger Dale Crover hinzu. Mosley und Knicker kannten einander seit 17 Jahren und hielten über Soziale Medien Kontakt.
Zu Beginn des Schreibprozesses standen beide Musiker noch nicht fest. Kniker, Loch und Thwaite hatten sich auf eine gemeinsame Vision vom zweiten Album geeinigt und Kniker schrieb die Musik, als er Mosley im Juni 2016 während dessen Re-Introduce-Yourself-Tour in Colorado Springs traf. Nach dem Konzert erzählte Kniker Mosley von seinen Plänen, laut Kniker ohne diesen als Sänger für das Projekt in Betracht gezogen zu haben. Nach Kniker rief Mosley diesen darauf an und schlug vor, an einigen Songs als Gastmusiker mitzuwirken. Laut Mosley ging die Initiative von Kniker aus. Dieser habe ihm vorgeschlagen, an dem Album an einigen Stücken mitzuwirken und erste Aufnahmen der Musik übersandt, woraufhin Mosely zugesagt habe. Im Ergebnis sang Mosley das Album vollständig ein. Mit ihm ging es laut Kniker „einfach weiter, und er hatte eine Menge Ideen und war wirklich begeistert“, weshalb die Band einfach weitergemacht habe. Kniker, Loch und Thwaite nutzten Verzerrer, um den Gesang von Mosley dezent zu verfremden. Kniker sah den Einsatz als Teil des musikalischen Hintergrunds der Musiker im Industrial-Rock und -Dance. Dabei war ihm wichtig, den Klang von Mosleys Gesang nicht zu stark zu verfremden. Mosley führte die Arbeit an dem Album als Herausforderung, Inspiration und Stütze der eigenen Entwicklung als Sänger an. Sein Gesang wurde ruhiger, gedämpfter und stimmungsvoller als bei früheren Projekten. So experimentierte er viel mit Oktaven und Harmonien und Ideen aus dem Gesangs-Repertoire von David Bowie.

„Even though it’s a whole different vibe it brought out a side of me I haven’t experienced since writing with Faith No More.“

„Obwohl es einen ganz anderen Vibe besitzt, hat es eine Seite von mir zum Vorschein gebracht, die ich seit dem Schreiben mit Faith No More nicht mehr erlebt habe.“

Den Kontakt zu Dale Crover stellten der am Debüt beteiligte Mark Brooks und der mit Kniker befreundete Produzent Toshi Kasai her, nachdem der ursprünglich geplante Schlagzeuger durch die Arbeit an einem anderen Album keine Zeit für Primitive Race besaß. Crover galt von Beginn an als Knikers Wunschkandidat, da dieser „die Art von Elementen liefern könnte“, die er für die Musik als notwendig erachtete. Kasai kontaktierte Crover und Brooks traf ihn. Innerhalb von Tagen fragte Crover die Aufnahmen an und sagte seine Kooperation zu. Crover spielte das Schlagzeug an einem Wochenende ein und Kniker verzichtete auf eine Nachproduktion, um den Schwung und die Lebendigkeit des Schlagzeugspiels einzufangen.
Soul Pretender erschien am 3. November 2017. Primitive Race fasste zur Zeit der Veröffentlichung erste Konzerte in LA und San Francisco ins Auge. Die Bandkonstellation ermöglichte solche Pläne und die frühen Rezensionen waren ziemlich positiv, was die Idee bestärkte, in der Bandbesetzung fortzufahren und das Album durch Auftritte weiter zu bewerben. Doch am 9. November 2017 wurde Mosley von seiner Partnerin tot in seinem Haus in Cleveland aufgefunden. Vermutlich starb er an einer Überdosis Heroin. Kniker wurde wenige Wochen nach Mosleys Tod nach einer Fortführung und Auftritten gefragt. Kniker wog die Idee, mit den existenten Stücken fortzufahren ab, und ließ die Frage offen. Er verwies auf Gruppen wie Alice in Chains und Stone Temple Pilots, bei denen solche Umbesetzungen nach seiner Einschätzung sehr gut funktioniert hätten, doch konnte er sich den Schritt nur wenige Wochen nach Mosleys Tod nicht vorstellen. Alle Erlöse aus den Verkäufen des Albums im Jahr 2018 wurden von Primitive Race in Mosleys Namen an die gemeinnützige Hilfsorganisation für suchterkrankte Musiker MusiCares gespendet. Noch vor Veröffentlichung verfasste Besprechungen hoben Mosleys Leistung hervor und lobten Soul Pretender als Teil seiner „eindrucksvollen Comeback-Geschichte“. Posthum verfasste Rezensionen lobten das Album überwiegend als Vermächtnis des Musikers und „ein letzter Abschied von einem der bedeutendsten Interpreten der modernen Musik“. Vereinzelt wurde es als mittelmäßig und solide, aber unter den Möglichkeiten der beteiligten Musiker bleibend besprochen.
Im August 2019 folgte das Remix-Album Cranial Matter.

## Stil
Der von Primitive Race gespielte Stil variiert im Spektrum des Alternative-Rock und -Metal.
Die Kooperation mit PIG ist deutlich am Industrial Metal orientiert, das Debütalbum hingegen weist in sich schon diverse unterschiedliche Stile auf. So werden Synth- und Dark-Rock-Stücke im Stil von Lacrimas Profundere neben solchen der Dancemusik, des Industrial Dance, des Industrial Rock und eine am Gothic Rock orientierten Ballade gestellt. Das Album Soul Pretender hingegen wurde dem Grunge, Post-Grunge, Post-Punk und Punk zugeordnet. Während Primitive Race elektronisch und vielfältig erschien, wurde Soul Pretender „im Vergleich dazu ausgesprochen kommerziell.“ Soul Pretender sei gegenüber Primitive Race ein dicht und einheitlich geschriebenes und gespieltes eingängiges Rockalbum mit treibenden Gitarren. „Das Schlagzeug kracht, hämmert und donnert in verschiedenen Geschwindigkeiten“ und bestimmt die Struktur der Stücke. „Der Bass wummert und verleiht den Songs Tiefe, während er von Loops, Elektronik und Gesang umschlungen wird und die Songs begleitet.“

## Diskografie
- 2015: Long in the Tooth (Kollaborations-EP mit PIG, Metropolis)
- 2015: Primitive Race (Album, Metropolis)
- 2015: Follow the Leader (Download-Remix-EP, Selbstverlag)
- 2017: Soul Pretender (Album, Metropolis)
- 2019: Cranial Matter (Remix-Album, Metropolis)